# Südafrikanische Badmintonmeisterschaft 1977
Die Südafrikanische Badmintonmeisterschaft 1977 fand mit internationaler Beteiligung im September 1977 in Pretoria statt. Es war die 27. Austragung der nationalen Titelkämpfe im Badminton in Südafrika.

## Sieger und Platzierte
| Disziplin    | Gold                               | Silber                                | Bronze                           |
| ------------ | ---------------------------------- | ------------------------------------- | -------------------------------- |
| Herreneinzel | William Kerr                       | Gordon McMillan                       | David Eddy                       |
| Herreneinzel | William Kerr                       | Gordon McMillan                       | Johan Croukamp                   |
| Dameneinzel  | Deirdre Algie                      | Gussie Botes                          | Marianne van der Walt            |
| Dameneinzel  | Deirdre Algie                      | Gussie Botes                          | Joanna Flockhart                 |
| Herrendoppel | Kenneth Parsons William Kerr       | David Eddy Billy Gilliland            | William Lightbody Alan Phillips  |
| Herrendoppel | Kenneth Parsons William Kerr       | David Eddy Billy Gilliland            | John Abrahams Gordon McMillan    |
| Damendoppel  | Gussie Botes Marianne van der Walt | Deirdre Tyghe Ann Parsons             | Joanna Flockhart Pamela Hamilton |
| Damendoppel  | Gussie Botes Marianne van der Walt | Deirdre Tyghe Ann Parsons             | J. Audibert Wilma Dobie          |
| Mixed        | Kenneth Parsons Deirdre Algie      | Gordon McMillan Marianne van der Walt | Billy Gilliland Joanna Flockhart |
| Mixed        | Kenneth Parsons Deirdre Algie      | Gordon McMillan Marianne van der Walt | David Eddy Pamela Hamilton       |

## Finalresultate
| Disziplin    | Sieger                             | Finalist                              | Ergebnis          |
| ------------ | ---------------------------------- | ------------------------------------- | ----------------- |
| Herreneinzel | William Kerr                       | Gordon McMillan                       | 8–15, 15–9, 15–7  |
| Dameneinzel  | Deirdre Algie                      | Gussie Botes                          | 10–12, 11–5, 11–9 |
| Herrendoppel | Kenneth Parsons William Kerr       | David Eddy Billy Gilliland            | 15–3, 15–10       |
| Damendoppel  | Gussie Botes Marianne van der Walt | Deirdre Tyghe Ann Parsons             | 15–12, 15–5       |
| Mixed        | Kenneth Parsons Deirdre Algie      | Gordon McMillan Marianne van der Walt | 15–12, 15–8       |